# مثيلات عصافير الملك
مثيلات العصافير الملك (الاسم العلمي: Tyrannides) هي دون رتبة من الطيور تتبع رتيبة شبيهات عصافير الملك من رتبة العصفوريات.

## التصنيف
- - الرتبة الصغيرة مشابهات عصافير الملك
    - جنس (الاسم العلمي:Piprites)
    - جنس (الاسم العلمي:Calyptura)
    - فصيلة عصافير الملك
      - البيوي

    - فصيلة (الاسم العلمي:Pipridae)
    - فصيلة (الاسم العلمي:Cotingidae)

  - الرتبة الصغيرة عصافير النمل (الاسم العلمي:Thamnophilida):
    - فصيلة صرود النمل (الاسم العلمي:Thamnophilidae)

  - الرتبة الصغيرة الفرنارينيات (الاسم العلمي:Furnariida):
    - فوق فصيلة الفرنارينات (الاسم العلمي:Furnarioidea)
      - الفصيلة الفرنارية (الاسم العلمي:Furnariidae)
      - فصيلة متسلقات الخشب (الاسم العلمي:Dendrocolaptidae)

    - فوق فصيلة قريبات سمامن النمل (الاسم العلمي:Formicarioidea)
      - فصيلة سمامن النمل (الاسم العلمي:Formicariidae)
      - فصيلة آكلات الجرجة (الاسم العلمي:Conopophagidae)
      - الفصيلة التباكولية (الاسم العلمي:Rhinocryptidae)